# Воронович Євстахій Павлович
Євста́хій Па́влович Вороно́вич (6 (18) березня 1890 , Великий Молокиш, Подільська губернія  — 13 жовтня 1937 , Рибниця, МАРСР ) — радянський державний діяч, голова Центрального Виконавчого комітету Молдавської АСРР. Член ВУЦВК і ЦВК СРСР.

## Біографія
Народився 6 (18) березня 1890 року в бідній селянській родині в селі Великий Молокиш, тепер Рибницький район, Молдова. Закінчив початкову школу, наймитував у заможних селян.
Служив у царській армії, учасник Першої світової війни. Останнє звання в російській армії — молодший унтер-офіцер.
У 1918—1919 роках — на підпільній роботі в місті Рибниці Подільської губернії. У 1920—1921 роках — голова Великомолокишського волосного комітету незаможних селян Подільської губернії. До 1925 року — завідувач Рибницького районного земельного відділу.
Член РКП(б) з березня 1925 року.
У березні 1925 — травні 1926 року — голова виконавчого комітету Рибницької районної ради Молдавської АСРР.
У травні 1926 — травні 1937 року — голова Центрального Виконавчого комітету Молдавської АСРР.
У 1937 році заарештований органами НКВС. Засуджений до вищої міри покарання, розстріляний. Посмертно реабілітований.